# Conus tulipa
Conus tulipa is een in zee levende slak uit de familie Conidae.

## Voorkomen en verspreiding
Conus tulipa is een carnivoor die leeft in ondiep warm water op zandgronden en fijn gruis (sublitoraal). Deze soort komt voor van de oostkust van Afrika tot in Frans-Polynesië (Indopacifische provincie). De schelp kan tot 95 mm lang worden.